# Araneus nox
Araneus nox är en spindelart som först beskrevs av Simon 1877.  Araneus nox ingår i släktet Araneus och familjen hjulspindlar. Inga underarter finns listade i Catalogue of Life.